# Estadio de Sarriá
El Estadio de Sarriá (en catalán: estadi de Sarrià) fue un recinto deportivo propiedad del Real Club Deportivo Espanyol, situado en el barrio de Sarriá, en Barcelona, España. 
Inaugurado el 18 de febrero de 1923, fue durante 74 años el estadio del club blanquiazul, hasta su demolición en 1997. Además, fue una de las cuatro sedes de la segunda fase del Mundial de España 1982 y diez años después, albergó cinco encuentros del torneo de fútbol de los Juegos Olímpicos de Barcelona 1992.

## Historia
El «Estadio de la Carretera de Sarriá», que por aquellos entonces estaba localizado a las afueras de Barcelona, fue inaugurado en el año 1923 tras ser construido sobre un solar conocido como Can Ràbia. La obra tuvo un coste total de 170.000 pesetas y supuso un enorme esfuerzo económico para el club perico, que incluso tuvo que realizar una gira por Sudamérica para ayudar a financiar la obra. En 1928, Sarriá fue el escenario donde se logró el primer gol de la historia del Campeonato Nacional de Liga, obra de Pitus Prats, en la victoria del Real Club Deportivo Espanyol ante el Real Unión Club de Irún (3-2). En 1948, bajo la presidencia de Francisco Javier Saénz, el estadio pasaría a ser propiedad del club por 5.000.000 de pesetas
74 años después de su inauguración, los problemas económicos del club obligaron a la venta del estadio. Durante ese tiempo, el Espanyol disfrutó de dos de los cuatro Campeonatos de España que tiene en su palmarés (1929 y 1940) y disputó la final de la UEFA, a doble partido, ante el Bayer Leverkusen en 1988. El partido Real Club Deportivo Espanyol 3–2 Valencia Club de Fútbol del 21 de junio de 1997, correspondiente a la jornada 42ª del Campeonato Nacional de Liga 1996/97, fue el último encuentro disputado en Sarriá.
Las gradas del recinto fueron demolidas el 20 de septiembre de 1997. En esos terrenos se produjo una reordenación urbana, en la que el área correspondiente al terreno de juego del antiguo estadio perico, está ocupada por un parque llamado Jardines del Campo de Sarriá, donde se encuentra una placa conmemorativa del estadio.

### De Sarriá a «Corneprat»
Tras la marcha de Sarriá, el RCD Espanyol disputó sus partidos como local en el Estadio Olímpico de Montjuïc durante doce temporadas (entre 1997 y 2009), de titularidad municipal, hasta la inauguración del nuevo estadio, fuera de Barcelona por primera vez en su historia.
El 9 de mayo de 2003, se colocó la primera piedra del nuevo estadio del RCD Espanyol. Sin embargo, el inicio de las obras no se produjo hasta el 30 de noviembre de 2005 y su inauguración el 2 de agosto de 2009, al inicio de la temporada 2009/10. Ubicado en el área metropolitana de Barcelona.

## Partidos internacionales

### Copa del Mundo 1982
El Estadio de Sarriá fue uno de los cuatro recintos que albergaron la segunda fase de la Copa Mundial de 1982, junto al Camp Nou (grupo A), Bernabéu (grupo B) y Calderón (grupo D). En el coliseo blanquiazul, se disputaron los tres partidos del grupo C.
| Segunda fase (Grupo C); 29 de junio de 1982 | Italia                     | 2:1 (0:0) | Argentina      |                                                                      |                                                                      |
|                                             | Tardelli 55' · Cabrini 67' |           | Passarella 83' | Asistencia: 43 000 espectadores Árbitro(s): Nicolai Rainea (Rumania) | Asistencia: 43 000 espectadores Árbitro(s): Nicolai Rainea (Rumania) |

| Segunda fase (Grupo C); 2 de julio de 1982 | Argentina | 1:3 (0:1) | Brasil                               |                                                                          |                                                                          |
|                                            | Díaz 89'  |           | Zico 11' · Serginho 66' · Júnior 75' | Asistencia: 44 000 espectadores Árbitro(s): Mario Rubio Vázquez (México) | Asistencia: 44 000 espectadores Árbitro(s): Mario Rubio Vázquez (México) |

| Segunda fase (Grupo C); 5 de julio de 1982 | Italia             | 3:2 (2:1) | Brasil                    |                                                                    |                                                                    |
|                                            | Rossi 5', 25', 74' |           | Sócrates 12' · Falcão 12' | Asistencia: 44 000 espectadores Árbitro(s): Abraham Klein (Israel) | Asistencia: 44 000 espectadores Árbitro(s): Abraham Klein (Israel) |

## En la literatura
El estadio aparece mencionado en la novela En el descuento de José Ángel Mañas y Jordi Ledesma.

-Supongo que ya que habrá dado cuenta, pero ahí abajo, en lo que ahora es ese parque, estaba el campo. El del Espanyol. Eso era Sarrià.¿Se acuerda del viejo estadio?